# Руководство СНБО Украины
Ниже представлены списки руководства Совета национальной безопасности и обороны Украины

## Список секретарей
| №  | Фото | Имя                              | Срок полномочий                   |
| -- | ---- | -------------------------------- | --------------------------------- |
| 1  |      | Горбулин, Владимир Павлович      | 30 августа 1994 — 10 ноября 1999  |
| 2  |      | Марчук, Евгений Кириллович       | 10 ноября 1999 — 25 июня 2003     |
| 3  |      | Радченко, Владимир Иванович      | 2 сентября 2003 — 20 января 2005  |
| 4  |      | Порошенко, Пётр Алексеевич       | 8 февраля — 8 сентября 2005       |
| 5  |      | Кинах, Анатолий Кириллович       | 27 сентября 2005 — 16 мая 2006    |
| —  |      | Горбулин, Владимир Павлович      | 24 мая — 10 октября 2006          |
| 6  |      | Гайдук, Виталий Анатольевич      | 10 октября 2006 — 12 мая 2007     |
| 7  |      | Плющ, Иван Степанович            | 12 мая — 26 ноября 2007           |
| 8  |      | Богатырёва, Раиса Васильевна     | 24 декабря 2007 — 14 февраля 2012 |
| 9  |      | Клюев, Андрей Петрович           | 14 февраля 2012 — 24 января 2014  |
| 10 |      | Парубий, Андрей Владимирович     | 27 февраля — 7 августа 2014       |
| —  |      | Коваль, Михаил Владимирович      | 7 августа — 16 декабря 2014       |
| 11 |      | Турчинов, Александр Валентинович | 16 декабря 2014 — 19 мая 2019     |
| 12 |      | Данилюк, Александр Александрович | 28 мая — 30 сентября 2019         |
| 13 |      | Данилов, Алексей Мячеславович    | 3 октября 2019 — 26 марта 2024    |
| 14 |      | Литвиненко, Александр Валерьевич | 26 марта 2024 - 18 июля 2025      |
| 15 |      | Рустем Энверович Умеров          | 18 июля 2025                      |

## Первые заместители секретаря
1. Радченко Владимир Иванович (22 апреля 1998 г., № 350/98 — 10 февраля 2001 г., № 87/2001)
2. Рожен Леонид Николаевич (7 марта 2001 г., № 158/2001 — 2 июля 2002 г., № 609/2002)
3. Смешко Игорь Петрович (27 июня 2003 г., № 560/2003 — 4 сентября 2003 г., № 958/2003)
4. Дубина Олег Викторович (15 сентября 2003 г., № 1042/2003 — 18 июня 2004 г., № 655/2004)
5. Прокофьев Юрий Михайлович, первый заместитель Секретаря Совета национальной безопасности и обороны Украины — Председатель Комитета по политике военно-технического сотрудничества и экспортного контроля при Президенте Украины (28 сентября 2004 г., № 1153/2004 — 16 июня 2005 г., № 967/2005)
6. Терещенко Юрий Федорович, первый заместитель Секретаря Совета национальной безопасности и обороны Украины — Председатель Комитета по политике военно-технического сотрудничества и экспортного контроля при Президенте Украины (7 июля 2005 г., № 1064/2005 — 20 октября 2005 г., № 1500/2005)
7. Крутов Василий Васильевич (20 октября 2005 г., № 1499/2005 — 20 июля 2006 г., № 631/2006)
8. Хорошковский Валерий Иванович (11 декабря 2006 г., № 1064/2006 — 16 мая 2007 г., № 406/2007)
9. Турчинов Александр Валентинович (23 мая 2007 г., № 459/2007 — 1 ноября 2007 г., № 1052/2007)
10. Гавриш Степан Богданович (18 января 2008 г., № 38/2008 — 18 ноября 2011 г., № 1049/2011)
11. Грищенко Константин Иванович (15 апреля 2008 г., № 355/2008 — 31 марта 2010 г., № 456/2010)
12. Огрызко Владимир Станиславович (17 марта 2009 г., № 163/2009 — 24 февраля 2010 г., № 240/2010)
13. Медведько Александр Иванович (12 ноября 2010 г., № 1020/2010 — 2 апреля 2014 г.. № 361/2014)
14. Коваль Михаил Владимирович (17 января 2015 г., № 90/2015 — 27 июля 2021 г., № 321/2021)
15. Гладковский Олег Владимирович (17 февраля 2015 г., № 91/2015 — 4 марта 2019 г., № 48/2019)
16. Демченко Руслан Михайлович (с 16 июня 2020 г., № 228/2020)
17. Хомчак, Руслан Борисович (с 27 июля 2021 г., № 322/2021)

## Заместители секретаря
1. Разумков Александр Васильевич (10 июня 1997 г., № 519/97 — умер 29 октября 1999 г.)
2. Белов Александр Федорович, заместитель Секретаря Совета национальной безопасности и обороны Украины — директор Национального института стратегических исследований (3 февраля 1998 г., № 75/98 — 12 июня 2001 г., № 428/2001)
3. Кулик Зиновий Владимирович (21 июня 1999 г., № 683/99 — 16 февраля 2000 г., № 253/2000)
4. Ковальчук Трофим Тихонович (12 января 2000 г., № 48/2000 — 10 октября 2003 г., № 1163/2003)
5. Тулуб Сергей Борисович (14 августа 2000 г., № 971/2000 — 12 ноября 2002 г., № 1005/2002)
6. Пирожков Сергей Иванович, заместитель Секретаря Совета национальной безопасности и обороны Украины — директор Национального института проблем международной безопасности (23 октября 2001 г., № 1008/2001 — 19 октября 2005 г., № 1493/2005), заместитель Секретаря Совета национальной безопасности и обороны Украины по вопросам безопасности во внешнеполитической сфере — директор Национального института проблем международной безопасности (19 октября 2005 г., № 1494/2005[1] — 17 марта 2007 г., № 213/2007)
7. Гошовская Валентина Андреевна (15 мая 2002 г., № 459/2002 — 15 сентября 2003 г., № 1043/2003; 7 октября 2004 г., № 1186/2004 — 16 июня 2005 г., № 964/2005)
8. Смешко Игорь Петрович (14 ноября 2002 г., № 1030/2002 — 27 июня 2003 г., № 561/2003)
9. Галака Александр Иванович (15 января 2003 г., № 23/2003 — 13 марта 2003 г., № 219/2003)
10. Шатковский Петр Николаевич (26 сентября 2003 г., № 1090/2003 — 27 мая 2004 г., № 588/2004)
11. Прокофьев Юрий Михайлович, заместитель Секретаря Совета национальной безопасности и обороны Украины — Председатель Комитета по политике военно-технического сотрудничества и экспортного контроля при Президенте Украины (26 сентября 2003 г., № 1091/2003 — 28 сентября 2004 г., № 1149/2004)
12. Черных Сергей Петрович (26 сентября 2003 г., № 1092/2003 — 15 июня 2004 г., № 651/2004)
13. Поляченко Юрий Владимирович (28 ноября 2003 г., № 1382/2003 — 16 июня 2005 г., № 965/2005)
14. Пискун Святослав Михайлович (16 февраля 2004 г., № 195/2004 — 10 декабря 2004 г., № 1466/2004)
15. Петроченко Юрий Адамович, заместитель Секретаря Совета национальной безопасности и обороны Украины (18 июня 2004 г., № 659/2004 — 19 октября 2005 г., № 1489/2005), заместитель Секретаря Совета национальной безопасности и обороны Украины по вопросам государственной безопасности (19 октября 2005 г., № 1490/2005 — 15 марта 2007 г., № 209/2007)
16. Роговой Василий Васильевич, заместитель Секретаря Совета национальной безопасности и обороны Украины (24 июня 2004 г., № 680/2004 — 19 октября 2005 г., № 1491/2005), заместитель Секретаря Совета национальной безопасности и обороны Украины по вопросам экономической, социальной и экологической безопасности (19 октября 2005 г., № 1492/2005 — 5 июля 2007 г., № 600/2007)
17. Гриб Юрий Васильевич (24 июня 2004 г., № 682/2004 — 19 января 2005 г., № 49/2005)
18. Смирнов Юрий Александрович (19 ноября 2004 г., № 1433/2004 — 19 января 2005 г., № 45/2005)
19. Куцик Иван Маркович (29 апреля 2005 г., № 737/2005 — 29 ноября 2005 г., № 1664/2005)
20. Шнипко Александр Сергеевич, заместитель Секретаря Совета национальной безопасности и обороны Украины по вопросам обеспечения взаимодействия с государственными органами и организациями (2 декабря 2005 г., № 1686/2005 — 17 июля 2006 г., № 615/2006)
21. Дрижчаный Игорь Васильевич (30 ноября 2006 г., № 1013/2006 — 29 октября 2007 г., № 1022/2007)
22. Москаль Геннадий Геннадьевич (11 апреля 2007 г., № 296/2007 — 21 мая 2007 г., № 438/2007)
23. Парашин Сергей Константинович (4 июля 2007 г., № 590/2007 — 15 апреля 2011 г., № 471/2011)
24. Продан Юрий Васильевич (4 июля 2007 г., № 592/2007 — 21 декабря 2007 г., № 1243/2007)
25. Садыков Александр Валерьевич (10 июля 2007 г., № 622/2007 — 24 октября 2007 г., № 991/2007)
26. Пышный Андрей Григорьевич (21 августа 2007 г., № 731/2007 — 25 июня 2009 г., № 484/2009)
27. Зайчук Борис Александрович (9 января 2008 г., № 4/2008 — 31 июля 2009 г., № 583/2009)
28. Ткачук Виктор Артурович (6 февраля 2008 г., № 100/2008 — 30 марта 2009 г., № 208/2009)
29. Соболев Борис Владимирович (6 февраля 2008 г., № 101/2008 — 18 марта 2009 г., № 169/2009)
30. Яцук Игорь Петрович (15 апреля 2008 г., № 356/2008 — 9 ноября 2011 г., № 1031/2011)
31. Выдрин Дмитрий Игнатьевич (27 марта 2009 г., № 205/2009 — 28 декабря 2010 г., № 1284/2010)
32. Игнатенко Павел Николаевич (18 июля 2009 г., № 556/2009 — 15 апреля 2011 г., № 472/2011)
33. Шуфрич Нестор Иванович (9 июля 2010 г., № 763/2010 — 21 ноября 2012 г., № 645/2012)
34. Сивкович Владимир Леонидович (13 октября 2010 г., № 957/2010 — 28 февраля 2014 г., № 169/2014[2])
35. Злочевский Николай Владиславович (20 апреля 2012 г., № 281/2012 — 26 февраля 2014 г., № 150/2014)
36. Кузьмин Ренат Равельевич (4 октября 2013 г., № 542/2013 — 5 марта 2014 г., № 246/2014)
37. Замана Владимир Михайлович (19 февраля 2014 г., № 87/2014 — 12 мая 2014 г., № 466/2014)
38. Сюмар Виктория Петровна (28 февраля 2014 г., № 181/2014 — 6 июня 2014 г., № 505/2014)
39. Литвиненко Александр Валерьевич (4 апреля 2014 г., № 376/2014 — 13 августа 2019 г., № 598/2019)
40. Коваль Михаил Владимирович (3 июля 2014 г., № 564/2014 — 17 января 2015 г., № 89/2015)
41. Кривонос Сергей Григорьевич (12 марта 2019 г., № 68/2019 — 29 декабря 2020 г.[3])
42. Данилов Алексей Мячеславович (23 июля 2019 г., № 551/2019 — 3 октября 2019 г., № 732/2019)
43. Демедюк Сергей Васильевич (с 21 октября 2019 г., № 765/2019)
44. Соловьёв Алексей Станиславович (с 25 февраля 2020 г., № 57/2020)